# St. Markus (Lübeck)

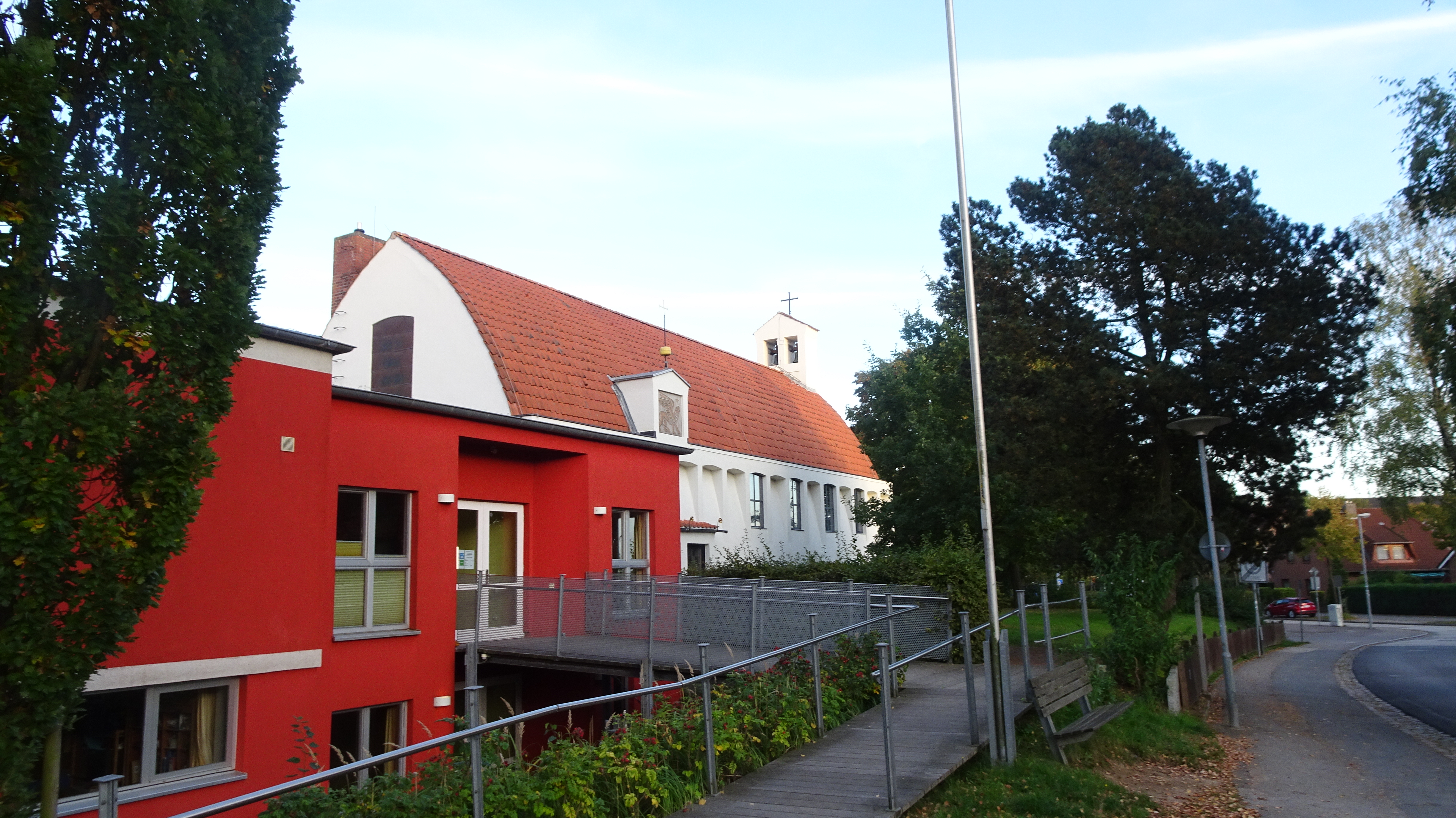
St. Markus-Kirche

Die St.-Markus-Kirche ist ein evangelisch-lutherisches Kirchengebäude im Lübecker Stadtteil St. Lorenz. Sie wurde zwischen 1952 und 1953 erbaut.

## Geschichte
1953 ging die Kirchengemeinde St. Markus aus dem dritten Pfarrbezirk von St. Matthäi hervor. Mit dem Bau der St.-Markus-Kirche wurde bereits 1952 begonnen, am 11. Juli 1953 wurde die Kirche von Bischof Johannes Pautke eingeweiht. Die Architektur der Kirche stammt von dem Architekten Horn aus Hamburg, der die Kirche im kostengünstigen Trautsch-Pieper-Verfahren errichten ließ. Dieser Bauweise, die nach dem Lübecker Bauunternehmer Erich Trautsch und Klaus Pieper benannt ist, liegt eine gemauerte Spitzbogenkonstruktion zu Grunde, bei der die Räume zwischen den Bögen mit Schlackenbeton ausgefüllt ist. Nur die Stirnseiten sind aufgemauert. Über den First ist die östliche Giebelwand aufgezogen, welche als Träger für zwei Glocken dient.
Um alle Menschen, also auch jenen der unmittelbar anschließenden einst von Heinrich Strakerjahn errichteten Vorwerker Heime, der heutigen Diakonie Nord Nord Ost, am Gemeindeleben teilhaben zu lassen, errichtete man 1961 neben der Kirche ein Gemeindehaus. Dieses wurde 2006/2007 saniert und zum barrierefreien „Gemeindezentrum St. Markus“ erweitert.
Nach Zusammenschluss der Lübecker Kirchengemeinden Bugenhagen, Friedrich von Bodelschwingh, Paul Gerhardt, St. Lorenz und St. Markus zum 1. Januar 2022 ist die Kirche ein Gotteshaus der neuen Ev.-Luth. Laurentius-Kirchengemeinde Lübeck.

## Glocken
Im Turm befinden sich zwei Glocken, die 1955 von Friedrich Wilhelm Schilling aus Heidelberg gegossen wurden. Sie haben die Schlagtöne: d2 und f2. In den Jahren 2006/2007 fand eine Sanierung der Kirchenfassade statt. Dabei wurde auch die Glockentechnik erneuert. Die alten gekröpften Stahljoche wurden durch neue gerade Holzjoche ersetzt.
Besonderheit: Das Geläute ist an einigen Tagen bis in die Lübecker Innenstadt zu hören, und auch bis in andere Stadtteile.